# Zdeněk Zlámal
Zdeněk Zlámal est un footballeur international tchèque né le 5 novembre 1985 à Přerov, évoluant au poste de gardien de but.

## Biographie
Zdeněk Zlámal évolue en Tchéquie, en Espagne, en Turquie et en Écosse. Il dispute près de 200 matchs en première division tchèque.
Il reçoit une seule et unique sélection en équipe de Tchéquie, le 5 juin 2009, en amical contre Malte (victoire 1-0 à Jablonec nad Nisou).
Le 15 août 2015, il marque avec le Bohemians 1905, un but contre le Dukla Prague. C'est le seul et unique but de sa carrière professionnelle.
Lors de la saison 2017-2018, il participe à la phase de groupe de la Ligue Europa, avec le club du Fastav Zlín (trois matchs joués).
Le 30 mai 2019, il rejoint le club écossais des Hearts, en signant un contrat de trois ans. Il atteint, avec les Hearts, la finale de la Coupe d'Écosse en 2019, en étant battu par le Celtic FC (défaite 1-2).
Le 12 septembre 2020, il est prêté à Saint Mirren.

## Palmarès
- Vainqueur de la Coupe de Tchéquie en 2012 avec le Sigma Olomouc
- Vainqueur de la Supercoupe de Tchéquie en 2012 avec le Sigma Olomouc
- Finaliste de la Coupe d'Écosse en 2019 avec Heart of Midlothian